# M/S Galyna
M/S Galyna (tidigare M/S Simara Ace) är en passagerarfärja som används som flytande hotell vid arbeten på offshoreanläggningar inom energiproduktion i Nordsjön och Engelska kanalen. Fartyget ägs sedan 2011 av Chevalier Floatels i Apeldoorn i Nederländerna och seglar under nederländsk flagg. Fartyget trafikerade tidigare HH-leden mellan Helsingborg och Helsingör för rederiet Ace Link, tidigare Sundsbussarna, mellan 2007 och 2008.

## Historik
Fartyget byggdes 2007 av skeppsvarvet Remontowa i Gdansk i Polen och levererades till Ace Links ägare Eitzen Holding AS den 26 november 2007. Hon sattes i trafik den 1 december samma år med hemmahamn i Helsingborg. År 2008 fick hon sällskap på rutten av systerfartyget M/S Siluna Ace. Fartygen var en del av en storsatsning av företaget för att öka sin passagerarandel på HH-leden. De var de dittills största fartygen att trafikera rutten åt rederiet. De är båda 61 meter långa och har fem däck, med en passagerarkapacitet på 386 passagerare. De båda fartygen utrustades med katalytisk avgasrening, vilket var ett krav för att få trafikera HH-leden.
År 2008 belönades fartyget med ett ShipPax Award inom kategorin "Ferry exterior", enligt motiveringen för sitt estetiskt tilltalande yacht-liknande utseende. I slutet på oktober 2008 beslutade Ace Link att Simara Ace skulle lämnas tillbaka till sin ägare vid årsskiftet 2008/2009 då passagerartillväxten på linjen inte motsvarade rederiets förväntningar. Fartyget låg efter detta förtöjt vid Inre hamnen i Helsingborg. Den 4 januari 2010 försattes Ace link i konkurs på grund av höga omkostnader och stora skulder, vilka till stor del berodde på inköpet av de nya fartygen. Tillsammans med systerfartyget Siluna Ace sattes Simara Ace upp för försäljning. I september 2011 lyckades Eitzen Holding hitta en köpare till färjorna genom holländska Chevalier Floatels. I och med köpet bytte Simara Ace namn till Galyna. De två fartygen används som flytande hotell vid arbeten vid vindkraftanläggningar och olje- och gasborrningsplattformar till havs.

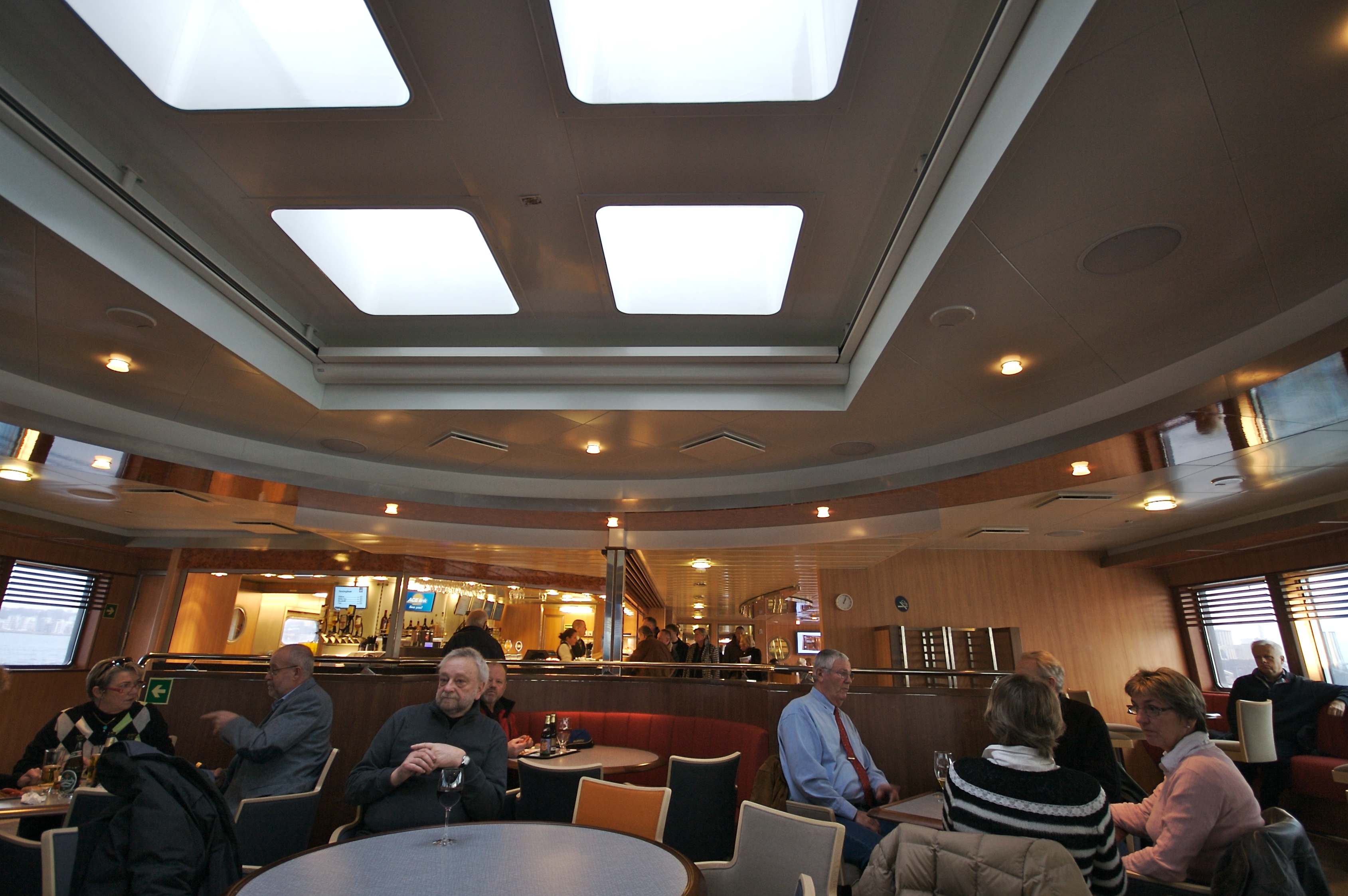
Interiör av cafeterian under fartygets tid som passagerarfärja på HH-leden, under namnet M/S Simara Ace.